# Contea di Colbert
La contea di Colbert, in inglese Colbert County, è una contea dello Stato dell'Alabama, negli Stati Uniti. La popolazione al censimento del 2000 era di 54.984 abitanti. Il capoluogo di contea è Tuscumbia.

## Geografia fisica
La contea si trova nella parte nord-occidentale dell'Alabama, al confine con il Mississippi. Lo United States Census Bureau certifica che l'estensione della contea è di 1.615 km², di cui 1.540 km² composti da terra e i rimanenti 75 km² composti di acqua.
La Natchez Trace, un'importante rotta commerciale del vecchio sud-ovest, passa attraverso la parte nord-ovest della contea. Il fiume Tennessee scorre lungo l'intero confine settentrionale e parte del confine occidentale della contea, e molti dei suoi affluenti, tra cui Bear, Rock, Can, e Spring, intersecano l'area. Nel 1918, l'Army Corps of Engineers iniziò la costruzione della Wilson Dam, la prima diga sul fiume Tennessee. Completato nel 1924, la diga creò i fiumi Wilson e Pickwick lungo il confine settentrionale della contea di Colbert.

### Contee confinanti[3]
- Contea di Lauderdale - nord
- Contea di Lawrence - est
- Contea di Franklin - sud
- Contea di Tishomingo (Mississippi) - ovest

## Storia
La contea di Colbert fu creata da un atto legislativo statale il 6 febbraio 1867. Il nome le è stato dato in onore ai capi del popolo nativo Chickasaw, George e Levi Colbert. Originariamente parte della contea di Franklin, la contea di Colbert fu creata per aumentare la rappresentanza democratica nella legislatura statale in un periodo in cui l'Alabama era controllata dai repubblicani radicali. Il 29 novembre 1867 il legislatore repubblicano abrogò l'atto che portò all'esistenza la contea. Nel gennaio 1870 il governatore William Hugh Smith abolì l'abrogazione e Colbert riprese lo status di contea.
All'inizio dell'XIX secolo, Tuscumbia fungeva da quartiere commerciale della zona e comprendeva negozi di alimentari, alberghi, fabbri, fabbricanti di merci, negozi mercantili e un'accademia per uomini. La Tuscumbia Railway Company completò una linea ferroviaria per la città nel 1832. Due anni dopo fu completata una ferrovia da Tuscumbia a Decatur. Nel novembre 1874 la contea subì gravi difficoltà dopo il passaggio di un tornado.

## Società

### Evoluzione demografica
Abitanti censiti (migliaia)

Grafico delle fasce di età in base al censimento del 2000

Secondo il censimento del 2010 la composizione etnica della città è 80.4% bianchi, 14.0% neri, 0.4% nativi americani, 0.7% asiatici, e 0.91% di due o più etnie. Il 2.0% della popolazione è ispanica. 

## Istruzione
L'istruzione è garantita dal Colbert County School System, che include tre scuole secondarie e cinque scuole elementari, frequentate da circa 2600 studenti.

## Economia
Il fiume Tennessee giocò a lungo un ruolo importante nell'economia della contea di Colbert, sebbene durante il XIX secolo la difficoltà nella navigazione nella sezione di Muscle Shoals abbia ostacolato il commercio. La Muscle Shoals Company fu fondata nel 1783 con lo scopo di finanziare un progetto di canali che collegasse il fiume Ohio al Golfo del Messico attraverso il fiume Tennessee. Tuscumbia divenne un'importante area commerciale. Tra il 1852 e il 1860, più di 16.000 balle di cotone furono spedite ogni anno da Tuscumbia a New Orleans. Nel 1918, l'Army Corps of Engineers iniziò la costruzione di Wilson Dam.
Oltre alla diga, il Congresso autorizzò la costruzione di due impianti di produzione di nitrati per la produzione di esplosivi e di due impianti di produzione di vapore a carbone per la produzione di energia. 
Nel suo periodo di massima attività, il progetto impiegava 18.000 lavoratori e il cantiere includeva 1.700 edifici temporanei, 236 edifici permanenti, 185 unità abitative, 23 sale mensa, una scuola e un ospedale. Nel 1921 Henry Ford si offrì di acquistare la diga e la città di Muscle Shoals, ma la proposta venne respinta dal Congresso. La diga fu completata nel 1924 e fu gestita dal Corpo degli Ingegneri dell'Esercito fino a quando la Tennessee Valley Authority (TVA) ne acquisì il controllo nel 1933.
La città di Sheffield, situata tra Tuscumbia e Muscle Shoals, includeva depositi di calcare e ferro necessari per la produzione di ghisa. La Sheffield Furnace Company eresse il suo primo altoforno nel 1887 e successivamente è stata acquistata dall'industriale Enoch Ensley nel 1889 prima di essere chiusa nel 1926. Nel 1941, la Reynolds Aluminium Company si trasferì nella zona per produrre alluminio, successivamente utilizzato per la produzione di aerei da guerra. Nel 1950, la Ford Motor Company costruì un impianto di fusione dell'alluminio a Sheffield, che impiegava 125 persone. Nel 1973, lo stabilimento impiegava 1.750 lavoratori ed era il più grande impianto al mondo per la fusione dell'alluminio. Lo stabilimento fu chiuso nel dicembre 1983.

### Occupazione
La forza lavoro nell'attuale contea di Colbert è divisa tra le seguenti categorie professionali:
- Servizi educativi, assistenza sanitaria e assistenza sociale (20,0%)
- Produzione (16,3%)
- Commercio al dettaglio (12,9%)
- Costruzione (8,1%)
- Trasporto e magazzinaggio e utilità (7,5%)
- Arte, intrattenimento, svago e servizi di alloggio e ristorazione (7,2%)
- Servizi professionali, scientifici, di gestione, amministrativi e di gestione dei rifiuti (6,7%)
- Altri servizi, ad eccezione della pubblica amministrazione (6,3%)
- Pubblica amministrazione (4,1%)
- Finanza e assicurazione, immobiliare, noleggio e leasing (4,0%)
- Commercio all'ingrosso (3,9%)
- Informazioni (1,7%)
- Agricoltura, silvicoltura, pesca e caccia ed estrattiva (1,3%)

### Strutture che impiegano più persone
Secondo l'ultimo aggiornamento (2016) le strutture che impiegano più persone sono:
| Struttura                          | Impiegati |
| ---------------------------------- | --------- |
| North American Lighting            | 1.437     |
| Constellium                        | 1.135     |
| Helen Keller Hospital              | 980       |
| Tennessee Valley Authority         | 821       |
| FreightCar America - Barton        | 810       |
| Northwest Shoals Community College | 599       |
| SCA Tissue                         | 501       |
| Colbert County School System       | 500       |
| Walgreens Customer Care Center     | 369       |
| Shoals Hospital                    | 357       |

## Infrastrutture e trasporti

### Principali strade ed autostrade
Le principali vie di trasporto che attraversano la contea sono:
- U.S. Highway 43
- U.S. Highway 72
- State Route 20

## Comuni[11]
- Cherokee - town
- Leighton - town
- Littleville - town
- Muscle Shoals - city
- Sheffield - city
- Tuscumbia (capoluogo) - city